# Pedro Fernández de Valenzuela
Pedro Juan Fernández de Valenzuela Poblete Villarreal (Córdoba, ¿?-Lima, 17 de noviembre de 1572), magistrado andaluz que ocupó altos cargos jurídicos y académicos en el Virreinato del Perú. Primer rector laico de la Universidad de Lima.

## Biografía
Sus padres fueron los andaluces Pedro Poblete de Villarreal y Leonor Fernández de Valenzuela. Hizo sus estudios superiores en la Universidad de Osuna, donde obtuvo el grado de Licenciado en Leyes. Ejerció la profesión de abogado en su ciudad natal, hasta que fue nombrado fiscal de la Real Audiencia de Lima y promovido ese mismo año al cargo de alcalde del crimen de dicho tribunal indiano (1568).
Viajó hacia el Perú en compañía del virrey Francisco Álvarez de Toledo y luego de asumir su cargo, fue incorporado a la Universidad. A poco, la Real Audiencia aprobó la propuesta del Virrey de elegir seglares como rectores, siendo elegido para dicho cargo (1571). No obstante las protestas de su antecesor, fray Antonio Hervias ante las autoridades, logró concluir legítimamente su gestión.
Le corresponde la redacción de las primeras constituciones y ordenanzas de la Universidad, inspiradas en las de la Universidad de Salamanca, ordenando su régimen institucional (rentas, cátedras y grados, sello y escudo) modificando las primitivas disposiciones de la orden dominica.
| Predecesor: Antonio Hervias | Rector de la Universidad de Lima 1571 - 1572 | Sucesor: Gaspar de Meneses |